# Circuito de la ATP
El Circuito de la ATP (oficialmente ATP Tour y ATP World Tour entre enero de 2009 y diciembre de 2018) es una serie de torneos oficiales de tenis masculino que organiza la Asociación de Tenistas Profesionales (ATP). Su equivalente femenino es el WTA Tour que organiza la Women's Tennis Association (WTA).
Se trata del máximo nivel de competición del tenis profesional al que siguen el ATP Challenger Tour, como segundo nivel, que también organiza la ATP, y el ITF World Tennis Tour, como tercer nivel, que organiza la Federación Internacional de Tenis (ITF).

## Historia
Sustituyó en 1990 al Grand Prix Tennis Circuit y al anterior World Championship Tennis (WCT). Inicialmente se denominaba ATP Tour, en el año 2009 pasó a nombrarse ATP World Tour y en 2019 la ATP renovó su imagen institucional y eliminó la palabra 'World' para volver a llamarse solo ATP Tour.

## Torneos
El ATP Tour se compone de los siguientes torneos:
- ATP Finals
- ATP Tour Masters 1000
- ATP Tour 500
- ATP Tour 250
- United Cup

## Marcas y estadísticas
El torneo de mayor nivel es el ATP Finals y el de menor, el ATP Tour 250, según los puestos de los participantes en la clasificación de la ATP aparecidos en las listas de entrada.